# Динамо (Волгоградская область)
Дина́мо — посёлок в Нехаевском районе Волгоградской области, административный центр Динамовского сельского поселения.

## История
Совхоз и посёлок Динамо были построены в 1929 году Московским заводом Динамо. 25-тысячники завода распахали целину и построили несколько глинобитных бараков под жильё. Помогали при строительстве совхоза и школьники подшефной школы завода № 494. Некоторые из зданий того времени и сейчас заселены.
В соответствии с Законом Волгоградской области от 24 декабря 2004 года № 977-ОД «Об установлении границ и наделении статусом Нехаевского района и муниципальных образований в его составе», хутор вошёл в состав образованного Кругловского сельского поселения.

## География
Расположен в северо-западной части региона, в 20 км юго-западнее районного центра — станицы Нехаевской.

## Население
| 2002 |
| ---- |
| 1063 |

| 2010 |
| ---- |
| 965  |

## Инфраструктура
Посёлок производит зерновые культуры, ранее также было развито и живодноводчество. На территории посёлка имеется зерноток, сушилка для выращиваемой продукции, зернохранилища, ремонтная мастерская (ЦРМ), строительный цех, автогараж, стройчасть, новая школа, больница, магазины, большой дом культуры, столовая.
В посёлке есть электричество, водопровод, газ.
В 1 км северо-восточнее посёлка расположено месторождение сырья, пригодного для изготовления керамического кирпича; в 3 км восточнее — природные запасы песка, пригодного для дорожного строительства.

## Транспорт
До асфальта 100 м.